# Fricativa velar eyectiva
La fricativa velar eyectiva es un sonido consonántico no pulmonar el cual está presente en algunos idiomas hablados, el símbolo en el alfabeto fonético internacional es el de una fricativa velar sorda pero con  el apóstrofo que tienen los sonidos eyectivos, su símbolo equivalente en X-SAMPA es x_>

## Características
- Es una consonante fricativa, lo que significa que su sonido se genera en la boca por las vibraciones de una turbulencia causada por la corriente del aire expulsado.
- Su punto de articulación es velar, lo que significa que se articula con la parte posterior de la lengua (el dorso) en el paladar blando.
- Su tipo de fonación es sorda, lo que significa que se produce sin vibraciones de las cuerdas vocales.
- Es una consonante oral, lo que significa que se permite que el aire escape a través de la boca, no por la nariz.
- El mecanismo de la corriente de aire es eyectivo (egresivo glótico), lo que significa que el aire es expulsado al bombear la glotis hacia arriba.

## Ocurre en
| Idioma   | Palabra | AFI       | Significado |
| -------- | ------- | --------- | ----------- |
| Tlingit  | xʼáaxʼ  | [xʼáːxʼ]ⓘ | 'manzana'   |
| Chiwere  | x^aⁿ    | [xʼã]     | 'vida'      |
| Ho-Chunk | x'ooke  | [xʼoːkɛ]  | 'padres'    |